# Julio Estrada
Julio Vladimir Estrada León (ur. 6 maja 1977 w Atotonilco) – były meksykański piłkarz występujący najczęściej na pozycji środkowego obrońcy, po zakończeniu kariery trener.